# Abadía de Saint-Roman

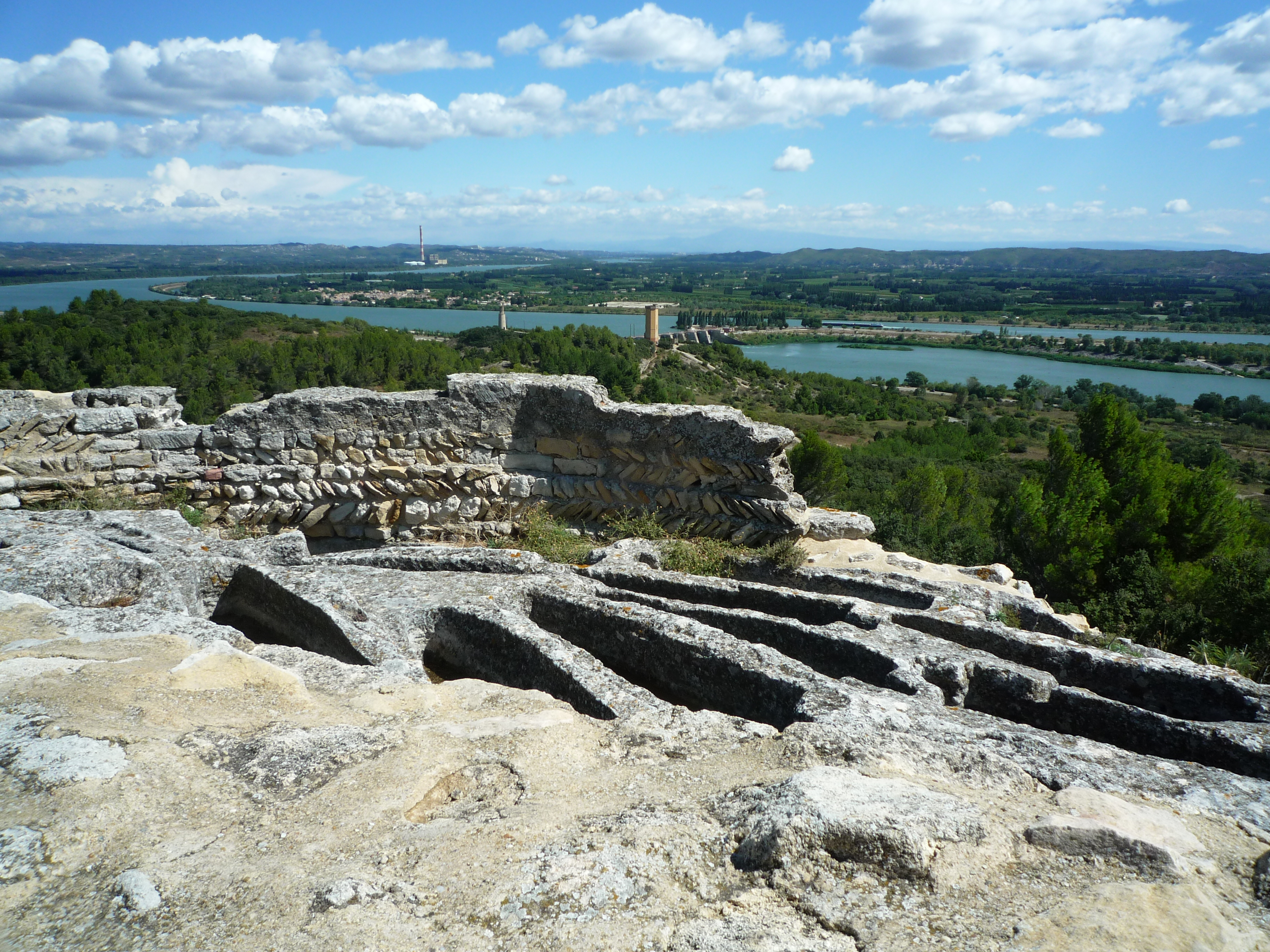
Vistas de la ruina

La abadía de Saint-Roman (Abbaye de Saint-Roman), es un monasterio cueva situado en la localidad de Beaucaire (departamento de Gard, Francia).
El sitio, que incluye las ruinas de un castillo, el castillo de Saint-Roman-d'Aiguille, es protegido por el Ministerio de Cultura francés como monumento histórico desde 1990 e incluye una capilla, claustro, terraza, tumbas y las paredes. Fue construido entre los siglos  VII al XV.